# Tratado de Concórdia
O Tratado de Concórdia, ou Tratado de Partição de 1648, foi assinado em 23 de março de 1648 entre o Reino da França e a República Holandesa e dividiu a ilha de Saint Martin.

## Assinatura
O tratado foi assinado pelos dois governadores da ilha, Robert de Longvilliers pela França e Martin Thomas pelos Estados Gerais dos Países Baixos. A assinatura ocorreu no topo do Monte Concordia.. Com base nos termos do acordo, a ilha de São Martinho seria dividida entre o Reino da França e a República Holandesa, e os povos de São Martinho deveriam coexistir em cooperação.
Os franceses ficariam com a área que ocupavam e a costa voltada para Anguila, e os holandeses ficariam com a área do forte e as terras ao redor na costa sul. Os habitantes compartilhariam os recursos naturais da ilha.. No entanto, a França e os Países Baixos continuaram a disputar pela propriedade da ilha até 1817, quando as fronteiras da ilha foram finalmente definidas.

## Validade
Questões quanto à sua validade surgiram várias vezes no passado e continuam a causar problemas. A pesquisa deveria ser realizada pelo Ministério das Relações Exteriores da França sobre o assunto.
Na época do tratado, os acordos assinados entre representantes do monarca tinham que ser registrados no Conselho do rei. Essa formalidade essencial nunca foi cumprida, mas parece que em muitas ocasiões o direito civil francês reconheceu a validade do acordo.
O tratado sempre foi aplicado de forma justa na prática e é referido nos seguintes textos:
- Convenção Franco-Holandesa de 28 de novembro de 1839. (Ver texto em francês)
- Ordem governamental do lado francês de 11 de fevereiro de 1850 sobre as regras sobre o comércio e uso do sal, cujo Artigo # 32 declara:
Os habitantes do lado francês de St. Martin terão a possibilidade de consumir e exportar para o exterior os sais por eles colhidos do lado holandês, isto nos termos do Tratado de 1648.
- Decreto de 30 de julho de 1935, que em seu artigo 40 prevê a liberdade de estabelecimento na parte francesa de Saint-Martin para os cidadãos holandeses da parte holandesa de Saint-Martin:
Os requisitos do decreto não se aplicam aos estrangeiros da ilha holandesa de St.Martin no que diz respeito à sua estadia e trânsito na parte francesa da ilha. Estrangeiros das ilhas de Saba, Anguilla, Statia, Saint Christopher Nevis, que à data desta Ordem foram definitivamente fixados nas dependências de Saint-Martin e Saint Bartholomew para o benefício referido no parágrafo anterior.